# Kielce
Kielce (udtale [ˈkjεlʦε]) er en by i den sydlige del af Polen med 204.891(juni 2009) indbyggere, hovedstad i voivodskabet świętokrzyskie (dansk: voivodskabet Święty Krzyż (~Helligkors)). Kielce har et areal på 109,65 km2.

## Historie
Byens historie går tilbage til middelalderen. Fra starten var det en del af Polen. Før 1259 modtog Kielce byrettigheder. I Kielce var Krakóws biskopers opholdssted. Under de polsk-svenske krige blev byen to gange besat af svenskerne: i 1655 og 1709. Byen blev beslaglagt af Østrig i Polens 3. deling i 1795. Fra 1809 til 1815 igen under polsk styre som en del af Hertugdømmet Warszawa, derefter annekteret af Rusland, oprindeligt med polsk autonomi. Indbyggerne i Kielce deltog i polske oprør mod Rusland i 1830 (Novemberopstanden) og 1863 (Januaropstanden). Efter at Polen genvandt uafhængighed i 1918, vendte Kielce tilbage til Polen. Under 2. verdenskrig blev Kielce besat af Nazi-Tyskland.

## Sport
De mest populære sportsklubber i byen er Korona Kielce (fodbold) og Vive Kielce (håndbold).

## Galleri
- Biskopernes palads i Kielce (nu National Museum)
- Rådhus
- Katolsk katedral (barok)
- Gade Sienkiewicza
- Posthus
- Bankbygning
- Teater
- Domstol